# Mattias Sundwall
Mattias Sundwall, född 1672, död 8 oktober 1750 i Hogstads församling, Östergötlands län, var en svensk borgmästare i Vadstena stad och riksdagsledamot.

## Biografi
Mattias Sundwall föddes 1672. Han var son till bonden Erik Thomasson (död 1716) på gården Sund i Hökhuvuds församling, Stockholms län. Sundwall blev 1703 lantmätare i Vadstena län. Han var mellan 1723 och 1745 borgmästare i Vadstena stad. Sundwall var riksdagsledamot av riksdagen 1726–1727. Han avled 8 oktober 1750 i Hogstads församling.
1708 var Sundwall Landsingenjör. Han var 1720 bosatt på Lilla Ljuna i Hogstads socken.

### Familj
Sundwall gifte sig första gången med Anna Warelia (1658–1707), dotter till kyrkoherden Petrus Haquini Warelius i Åsbo församling.
Sundwall gifte sig andra gången 16 augusti 1708 i Hogstads församling med Margareta Helena Blyberg (1674-1755). Hon var dotter till kyrkoherden Ericus Jonæ Blyberg och Brita Runneberg. De fick tillsammans sonen Isak Sundewall.